# 日系ブラジル人姉妹殺害事件
日系ブラジル人姉妹殺害事件（にっけいブラジルじんしまいさつがいじけん）とは、2015年（平成27年）12月30日の14時頃、ブラジル国籍の姉妹がペルー人の男に首を絞められて殺害された事件である。

## 概要
2015年（平成27年）12月30日の14時頃、愛知県半田市の県営住宅で妹の元内縁の夫・ペルー人が姉妹の首を絞めて殺害しその後室内を放火した、殺人・放火事件である。
遺体の周辺が激しく焼け、姉妹の首には圧迫痕があり、室内には5リットルのガソリン缶が空の状態で見つかった。
県警は、半田警察署に捜査本部を設置。防犯カメラや近所の住民に聞き込みをした結果、元内縁の夫が火災直前に車で事件現場から逃走するのが確認された。
県警は、名古屋市内で運転していた内縁の夫を道路交通法違反で同日に逮捕。車には、殺害された妹の子ども2人が乗っていた。
2020年（令和2年）12月8日県警は、現住建造物等放火の疑いで再逮捕。同月28日には、殺人の容疑で再々逮捕された。

## 加害者
1991年に父親らと来日。事件当時の在留資格は定住者で、足場工をしていたという。近所に住む60代の女性の話によると、加害者の夫が姉妹と子どもたちと一緒に仲が良さそうに外出するのをよく見たという。日本語で挨拶するなど、ごく普通な夫婦に見えたので、逮捕されて驚いたと話した。

## 起訴・裁判
2021年1月18日、名古屋地方検察庁は元内縁の夫を、殺人と現住建造物等放火、死体損壊の罪で名古屋地裁に起訴した。
2024年1月22日、名古屋地裁で初公判が開かれ、被告人は被告は起訴事実について何も答えなかった。弁護側は「犯人であることを争う」としたほか、「仮に犯人だった場合、責任能力を争う」などとし、公判停止が妥当だと述べ、無罪を主張した。
2024年2月15日、論告求刑公判で検察側は「犯行は残虐で危険だ」として、無期懲役を求刑した。検察側は論告で、犯行の態様などから死刑の選択も十分に考えられるとしつつ、「綿密な計画性まではなかった」などと量刑の理由を述べた。一方、弁護側は被告は当時覚醒剤を使用しており、善悪の判断ができない状態だったなどとして改めて無罪を主張し、裁判は結審した。
2024年2月27日、判決公判で名古屋地裁は求刑通り無期懲役の判決を言い渡した。
判決では、犯人性に関しては、被告には元内妻との間に交際を巡るトラブルがあったとし、これが殺害の動機になり得たと認定。その上で、
- 火災発生時刻ごろに被告が現場周辺にいた
- 事件当夜、被告と一緒にいた娘2人が警察官の職務質問に対し、事件の概要を知っているとの趣旨の話をした

以上の内容を踏まえ、「被告が犯人だと推認できる」と結論づけた。
また、責任能力に関しては、姉妹と居合わせた娘2人らを火災現場から退避させるなどした被告の行動について「合理的で、完全責任能力があった」と指摘。弁護側の善悪の判断ができない状態で、責任能力はなかったという訴えを退けた。